# Clathria wesselensis
Clathria wesselensis är en svampdjursart som beskrevs av Hooper 1996. Clathria wesselensis ingår i släktet Clathria och familjen Microcionidae. Inga underarter finns listade i Catalogue of Life.